# جازوين كوان
جازوين كوان (بالإنجليزية: Jazwyn Cowan)‏ مواليد 11 نوفمبر 1983 في بالتيمور، هو لاعب كرة سلة أمريكي. بدأ مسيرته الاحترافية في سنة 2006. يحمل الرقم 4. يبلغ طوله 6 قدم 8 بوصة (2.0 م). لعب كرة السلة الجامعية في جامعة جورج واشنطن.

## المسيرة الاحترافية
لعب مع تشيشير فونيكس في موسم 2006–2007، ثم لعب مع كويلمس دي مار ديل بلاتا في الدوري الأرجنتيني في موسم 2008–2009، ثم لعب مع نادي سان لورينزو في موسم 2014–2015.

## روابط خارجية
- جازوين كوان على موقع كرة السلة الأوروبية.كوم (الإنجليزية)
- جازوين كوان على موقع كلية كرة السلة في سبورتس رفرنس.كوم (الإنجليزية)
- جازوين كوان على موقع ريلجم (الإنجليزية)
- جازوين كوان على موقع بروبوليرز (الإنجليزية)
- جازوين كوان على موقع سبورتس رفرنس (الإنجليزية)